# Święte Laski
Święte Laski (pronunciación en polaco: /ˈɕfjɛntɛ ˈlaskʲi/) es un pueblo ubicado en el distrito administrativo de Gmina Maków, dentro del Distrito de Skierniewice, Voivodato de Łódź, en Polonia central. Se encuentra aproximadamente a 6 kilómetros al oeste de Maków, a 12 kilómetros al oeste de Skierniewice, y a 39 kilómetros al noreste de la capital regional Łódź.
El pueblo tiene una población de 270 habitantes.